# Цыпкин, Леонид Борисович
Леони́д Бори́сович Цы́пкин (20 марта 1926, Минск — 20 марта 1982, Москва) — русский советский писатель и учёный-медик, доктор медицинских наук (1969), автор знаменитого романа «Лето в Бадене».

## Биография

### Ранние годы
Родился в Минске в потомственной врачебной семье. Его дед, выпускник Императорского Дерптского университета  Моисей (Мовша-Хаим) Абрамович Поляк (1868 — 25 декабря 1938), заведовал Центральным родильным домом и акушерским отделением при 2-й советской больнице Минска. Врачом был брат деда, Михель Абрамович Поляк. Вся семья отца, доктора медицинских наук (1936), профессора кафедры травматологии и ортопедии Белорусского медицинского института и старшего научного сотрудника Белорусского государственного института физиатрии, ортопедии и неврологии Бориса Наумовича Цыпкина (1897—1961), погибла в минском гетто (родители, сестра, племянники; отображено в повести Л. Б. Цыпкина «Мост через Нерочь»); брат и две сестры отца погибли в сталинских лагерях, а он сам был лишь кратковременно арестован в 1934 году и после войны вновь работал профессором Минского научно-исследовательского института ортопедии и восстановительной хирургии (позже НИИ травматологии и ортопедии Минздрава БССР). Мать будущего писателя, Вера Моисеевна По́ляк (1895—1981), работала врачом-фтизиатром. С литературой были связаны только сестра матери, литературовед Лидия Моисеевна По́ляк (сотрудница Института мировой литературы) и её муж, известный языковед Рубен Иванович Аванесов, с которыми Л. Б. Цыпкин был в молодости очень близок.
С началом Великой Отечественной войны семье Цыпкиных удалось эвакуироваться в Уфу, где Л. Б. Цыпкин в 1942 году поступил в местный медицинский институт. Через год после окончания института, в 1948 году, он женился на экономисте Наталье Иосифовне Мичниковой и устроился на работу патологоанатомом в Московскую областную психиатрическую больницу № 2 имени В. И. Яковенко в посёлке Мещерское (ныне Чеховского муниципального района). 
В 1957 году Л. Б. Цыпкин с семьёй перебрались в Москву, где он был принят научным сотрудником (впоследствии старшим научным сотрудником) в отдел иммунологии и вирусологии опухолевых заболеваний Института полиомиелита и вирусных энцефалитов Академии медицинских наук СССР, а также подружился с соседкой по дому пианисткой М. В. Юдиной (о ней повествуется в рассказе «Ave Maria!», 1972). Помимо научной работы и производства вакцин в институте, до конца 1960-х годов на полставки подрабатывал прозектором в городской больнице. 
Диссертацию кандидата медицинских наук по теме «Наблюдения над ростом опухолей головного мозга при неоднократных оперативных вмешательствах» защитил в 1952 году. Докторскую диссертацию по теме «Изучение морфологии и биологических свойств однослойных клеточных культур из трипсинизированных тканей» защитил в 1968 году.

### Научная работа
Первая научная публикация Л. Б. Цыпкина — в журнале «Вопросы нейрохирургии» в 1951 году — посвящена гистологическим особенностям медуллобластом мозжечка. За ней последовала серия работ в области онкологии — гистологическое описание астроцитом, саркомы Юинга, злокачественных новообразований мочевого пузыря, а также работы по методологии фиксации гистологических срезов и микроглиальным реакциям при сенильных деменциях. После переезда в Москву занимался экспериментальной вирусологией онкологических заболеваний, физиологией нормального и опухолевого роста клеточных культур, их реакцией на вирусные инфекции, морфологией различных опухолей. Последняя научная работа (1979) посвящена изменениям морфологических характеристик нервных тканей, подвергшихся экспериментальной культивации в эмбрионах человека и животных. Некоторые работы были опубликованы за рубежом (cf. Observations on the growth of monkey cerebral cells in monolayer cultures. Acta anatomica, Базель, 50:50—63, 1962).

### Литературное творчество
Писать стихи Л. Б. Цыпкин начал в начале 1960-х годов, прозу — в начале 1970-х. На протяжении 1970-х годов им были написаны повести «Мост через Нерочь» (1973) и «Норартакир» (1976), рассказы «Запах жжёных листьев» (1976), «Третий вопрос» (1977), «Сделка», «Тараканы» (1978), короткие новеллы и очерки «Похищение сабинянки» (1971), «Ваше здоровье!» (1971), «Проводы» (1971), «Праздник, который всегда со мной» (1971), «Десять минут ожидания» (1971), «Последние километры» (1972), «Попутчик» (1972), «Качели» (1972), «Вверх по реке», «Из записок патологоанатома», «Шехерезада». В этот же период, после нескольких лет подготовительной работы, Леонид Цыпкин, страстно увлекающийся творчеством Ф. М. Достоевского, составил альбом собственных фотографий мест, связанных с жизнью и произведениями Достоевского в Ленинграде — «По местам Достоевского и его героев в Петербурге». Никаких попыток опубликовать что-либо из написанного он никогда не предпринимал.
Самое известное сочинение Л. Б. Цыпкина — документальная повесть (роман) «Лето в Бадене» о молодом Достоевском — была закончена в конце 1980 года, незадолго до первого отказа, полученного Цыпкиными 7 января 1981 года в ответ на поданное двумя годами ранее прошение об эмиграции. Своеобразный стиль произведения — длинные предложения с многочисленными предлогами и минимальной пунктуацией — прослеживается уже в ранней повести «Норартакир», но в отшлифованном виде появляется только в последнем романе писателя.

### Последние годы жизни
После эмиграции в США единственного сына в 1977 году Л. Б. Цыпкин был уволен из института по сокращению (1979), потом восстановлен, уже в должности младшего научного сотрудника на неполную ставку, и подал документы на выезд из СССР. До конца жизни находился в отказе. 15 марта 1982 года Л. Б. Цыпкин был вновь уволен из института и в тот же день узнал о начавшейся двумя днями раньше, 13 марта, публикации его повести «Лето в Бадене» в нью-йоркской «Новой газете» (рукопись романа была переправлена за границу и передана в редакцию «Новой газеты» близким другом писателя радиожурналистом Азарием Мессерером в начале 1981 года). Спустя несколько дней, 20 марта, в день своего рождения и ровно через неделю после своей первой публикации вне научной сферы, Л. Б. Цыпкина не стало. Похоронен, согласно завещанию, рядом с родителями на Восточном кладбище в Минске.
Первая книжная публикация рассказов и повестей Леонида Цыпкина в России была осуществлена в 1999 году издательством МХТ. Роман «Лето в Бадене» вышел отдельным изданием в 2003 году в издательстве «Новое литературное обозрение» (НЛО), там же в 2005 году вышел том избранных сочинений писателя, включающий и фотоальбом «Места Достоевского в Петербурге». Повесть «Мост через Нерочь» была впервые опубликована в иерусалимском журнале «22» (№ 39, 1984).
В 2001 году роман «Лето в Бадене» был опубликован на английском языке с предисловием Сьюзан Зонтаг, поставившей его на одну доску с лучшими образцами мировой прозы XX века и назвавшей «последним шедевром русской литературы». За успехом в США последовали переводы на полтора десятка языков мира. Первый перевод других повестей и рассказов Леонида Цыпкина на английский язык (в том числе повести «Мост через Нерочь») появился в книжной форме в 2013 году.

## Семья
Сын — американский политолог Михаил Леонидович Цыпкин (Mikhail Tsypkin, род. 1950) — сотрудник Отдела национальной безопасности Центра современных конфликтов Военно-морской школы в Монтерее (Калифорния), доктор философии в политологии (1985, Гарвардский университет), автор книг:
- «Soviet-American exchanges: Promises and problems» («Советско-американские взаимоотношения: обещания и проблемы»). — Monterey: Naval Postgraduate School, 1988;
- «The „new thinking“ and quality of Soviet military manpower» («„Новое мышление“ и качество советской военной мощи»). — Hoover Institution, Stanford University, 1989;
- «Military influence in Russian politics» («Военное влияние в российской политике»). — Monterey: Naval Postgraduate School, 1992;
- «Rudderless in a Storm: the Russian Navy 1992—2002» («Потерянные во время шторма: Российский флот 1992—2002»). — Monterey: Conflict Studies Research Center, 2002;
- «Russia’s Security And the War on Terror» («Безопасность России и война с террором»). — London—New York: Routledge, 2007.